# The Age of Dragon Knights
The Age of Dragon Knights é o sexto álbum de estúdio do JAM Project com músicas originalmente compostas para o próprio, e não para animes, tokusatsu ou jogos eletrônicos, como é de praxe em suas "Best Collections". Foi lançado em 1º de janeiro de 2020 pela Lantis e possui 15 faixas.

## Produção
O álbum faz parte das comemorações dos 20 anos da fundação do grupo, e contém músicas compostas por integrantes do JAM Project, além de músicos convidados que admiram a banda. Ali Project, angela, Granrodeo, Flow e Yuki Kajiura trabalharam no álbum. Um videoclipe para a faixa título "The Age of Dragon Knights" foi produzido.
No mês anterior ao lançamento, a banda postou um vídeo no YouTube com uma prévia de todas as músicas do álbum.
Apesar de não ser uma "Best Collection", inclui as músicas "Freaking out! Fukkatus no Oi! Punk-" (composta para o jogo One Punch Man: A Hero Nobody Knows, e "Returner -Fukkatsu no Legend-", da animação Battle Spirits Saga Brave.

## Recepção
O álbum chegou à 18ª posição na Billboard Japan (e à 29ª no Hot 100), e ficou quatro semanas no Oricon Albums Chart, chegando à 40ª posição.

## Faixas
| N.º            | Título                                               | Letras                          | Música                        | Usada em:                          | Duração |  |
| 1.             | "-overture - to the next era"                        |                                 | Yuki Kajiura                  |                                    | 2:34    |  |
| 2.             | "The Age of Dragon Knights"                          | Hironobu Kageyama e Masami Okui | H. Kageyama e Shiho Terada    |                                    | 5:23    |  |
| 3.             | "ROCK Gojyushi"                                      | Kishou Taniyama                 | Masaaki Iizuka (GRANRODEO)    |                                    | 4:46    |  |
| 4.             | "HERE WE GO!"                                        | atsuko                          | atsuko e KATSU (angela)       |                                    | 5:20    |  |
| 5.             | "GENESIS"                                            | M. Okui                         | H. Kitadani e Naoya Yamamoto  |                                    | 4:58    |  |
| 6.             | "Ryujou"                                             | Arika Takarano                  | Mikiya Katakura (Ali Project) |                                    | 4:32    |  |
| 7.             | "Shout"                                              | M. Okui                         | Yoshiki Fukuyama e S. Terada  |                                    | 4:51    |  |
| 8.             | "Freaking out! Fukkatus no Oi! Punk-"                | H. Kageyama                     | H. Kageyama e Makoto Miyazaki | One Punch Man: A Hero Nobody Knows | 4:02    |  |
| 9.             | "Homeward bound"                                     | H. Kageyama e Serena Lee        | Ricardo Cruz e Yohgo Kohno    |                                    | 4:43    |  |
| 10.            | "Giant Swing"                                        | KOHSHI (FLOW)                   | TAKE (FLOW)                   |                                    | 3:58    |  |
| 11.            | "KINGDOM of 'J'"                                     | Aki Hata                        | S. Terada                     |                                    | 6:40    |  |
| 12.            | "Hagoromo Debsetsu -Ryu to Tennyo no Ai Monogatari-" | M. Okui                         | R・O・N                       |                                    | 4:25    |  |
| 13.            | "Returner -Fukkatsu no Legend-"                      | H. Kageyama                     | H. Kageyama e M. Miyazaki     | Battle Spirits Saga Brave          | 4:03    |  |
| 14.            | "Are U Ready? -TATAKWAknight!"                       | Masaaki Endoh                   | M. Endoh e Masaki Suzuki      |                                    | 4:15    |  |
| 15.            | "flags"                                              | M. Miyazaki                     | M. Miyazaki                   |                                    | 4:04    |  |
| Duração total: | Duração total:                                       | Duração total:                  | Duração total:                | Duração total:                     | 68:35   |  |

## Integrantes
- Hironobu Kageyama
- Masaaki Endoh
- Hiroshi Kitadani
- Yoshiki Fukuyama
- Masami Okui
- Ricardo Cruz